# Dag Lindberg
Dag Lindberg, född 21 april 1927, död 27 november 2002, var en svensk journalist och skådespelare. Hans far var redaktör vid Göteborgs Handels‐ och Sjöfartstidning och dog tidigt. Familjen flyttade till Bromma, och han blev klasskamrat med Jan Myrdal i Bromma läroverk. Lindberg och Myrdal ingick i en grupp radikala ungdomar som sökte motarbeta Tyskland under andra världskriget. Lindberg blev journalist vid Härnösandsposten, Nya Norrland, Dagens Nyheter 1953–1958, Stockholms‐Tidningen 1958–1966 och tidningen Vi. Bekantskapen med Jan Myrdal ledde till Dag Lindbergs mest kända insats som skådespelare i de samhällssatiriska TV‑filmerna Myglaren och Hjälparen; i den senare spelade han huvudrollen. Filmerna var framgångsrika, men Lindberg avböjde anbud om fler roller. Han utgav också boken Rymdfart 1962.